# Тральщики проекта 266
Рейдовые морские тральщики проекта 266 «Аквамарин», по классификации НАТО — Yurka class minesweeper — советские морские тральщики, состоявшие на вооружении флотов СССР, Египта и Вьетнама. Разработаны специально для замены устаревших тральщиков проекта 254. Первые советские тральщики, обладавшие минимальными собственными физическими полями.

## Строительство кораблей
Строительство тральщиков проекта 266 и их модификаций — проектов 266-М и проектов 266-МЭ — велось на Средне-Невском и Хабаровском судостроительных заводах. Головной корабль вошёл в состав ВМФ СССР в 1963 году, до 1971 года было построено 40 кораблей этого проекта, а всего было построено 52 корабля. Многие из кораблей получили собственные имена: «Александр Казарский», «Арсений Раскин», «Иван Маслов», «Мичман Павлов», «Борис Сафонов», «Иван Сивко», «Александр Соколов», «Афанасий Матюшенко», «Мина», «Павел Мальков», «Григорий Вакуленчук», «Соловецкий», «Вице-адмирал Костыгов» и другие. Три корабля были поставлены во Вьетнам, четыре — в Египет. В середине 1990-х тральщики постепенно вышли из состава ВМФ России, а в 2008 году последние тральщики были пущены на слом в Египте и Вьетнаме.

## Описание конструкции

### Система защиты от мин
От поражения неконтактными минами с магнитными и акустическими вызрывателями тральщики защищались особым комплексом, основой которого служил корпус из маломагнитных сталей. Из них создавались фундаменты для двигательной установки, многочисленные механизмы, вооружение, устройства и оборудование корабля в маломагнитном варианте. В корпусе при бортовой качке иногда возникали вихревые токи, но они компенсировались специальным устройством. Помимо этого, на корабле ставилось размагничивающее устройство. Сама защита корабля от неконтактных мин с акустическими взрывателями обеспечивалась путём оклейки фундаментов элементов главной энергетической установки демпфирующим резиновым покрытием, установкой звукоизлучающих механизмов на изолирующие амортизаторы, монтажом гибких вставок в трубопроводах, установкой малошумных гребных винтов регулируемого шага большого диаметра, а также малошумных механизмов и оборудования.

### Вооружение
Тральщик мог обнаруживать и уничтожать мины, расположенные на глубине от 25 до 150 метров. Для поиска он был оснащён гидроакустической станцией «Лань», а также несколькими тралами: электромагнитным, широкополосным, акустическим и контактным. Также он использовал большие шнуровые заряды для траления мин на глубине от 25 до 150 метров. Защищался от кораблей он двумя автоматами АК-230М калибром 30 мм, управляемых РЛС «Рысь», против авиации он мог выпустить до 16 зенитных ракет 9М36 из ЗРК «Стрела-3». Для решения задач противолодочной обороны и уничтожения мин на корабле размещались две реактивные бомбомётные установки РБУ-1200. Серьёзным недостатком, однако, являлось отсутствие средств поиска донных мин.

## Модификации
- Базовые тральщики проекта 1251 — версия проекта 266 со стеклопластиковым корпусом
- Тральщики проекта 266-М
- Тральщики проекта 266-МЭ